# Plutothrix obtusiclava
Plutothrix obtusiclava är en stekelart som beskrevs av Graham 1993. Plutothrix obtusiclava ingår i släktet Plutothrix och familjen puppglanssteklar.
Artens utbredningsområde är Schweiz. Inga underarter finns listade i Catalogue of Life.